# Reinier Braams
Reinier Braams ('s-Hertogenbosch, 29 augustus 1923 - Utrecht, 2 januari 2001) was een Nederlands politicus. Namens de Volkspartij voor Vrijheid en Democratie was hij onder meer lid van de Tweede Kamer.
Professor Braams was een natuurkundige (oud-hoogleraar moleculaire biofysica in Utrecht) die twaalf jaar woordvoerder milieu- en wetenschapsbeleid van de VVD-Tweede Kamerfractie was. Hij hield zich in de Kamer ook bezig met energievraagstukken en was een warm pleitbezorger van kernenergie. Hij was meer een wetenschapper dan een uitgesproken politicus en naar buiten toe niet erg op de voorgrond tredend. Braams was in zijn jonge jaren nationaal kampioen tienkamp en speelde klarinet.
Braams was getrouwd met Mieke Beversluis (1921-2018), lid van Provinciale Staten van Utrecht voor de VVD, met wie hij vier kinderen kreeg.
- Biografisch Portaal: 92658902
- International Standard Name Identifier: 0000 0003 9013 7328
- Nederlandse Thesaurus van Auteursnamen: 072961775
- Parlement.com: vg09llhxeoyy
- Virtual International Authority File: 283717353